# Джордан Ларсон
Джордан Ларсон  (англ. Jordan Larson, 16 жовтня 1986) — американська волейболістка, олімпійська чемпіонка.

## Клуби
| Роки      | Команди                  |
| --------- | ------------------------ |
| 2004—2008 | Університет Небраски     |
| 2008—2009 | «Vaqueras de Bayamón»    |
| 2009—2014 | «Динамо» (Казань)        |
| 2014—2019 | «Еджзаджибаши» (Стамбул) |
| 2019—2022 | «Шанхай»                 |
| 2022—2023 | «Веро Воллей Мілан»      |
| 2024—     | «Омаха»                  |

## Досягнення
Олімпійські ігри
- Перше місце (1): 2021
- Друге місце (2): 2012, 2024
- Третє місце (1): 2016

Чемпіонат світу
- Перше місце (1): 2014

Ліга націй
- Перше місце (3): 2018, 2019, 2021

Кубок світу
- Друге місце (2): 2011, 2019
- Третє місце (1): 2015

Всесвітнє гран-прі
- Перше місце (4): 2010, 2011, 2012, 2015
- Друге місце (1): 2016

Ліга чемпіонів ЄКВ
- Перше місце (2): 2014, 2015

Клубний чемпіонат світу
- Перше місце (3): 2014, 2015, 2016

Кубок ЄКВ
- Перше місце (1): 2018

## Статистика
Статистика виступів на Олімпійських іграх:
| Рік  | Турнір           | Ігри | Сети | Очки | Ср. | Місце | Примітки |
| ---- | ---------------- | ---- | ---- | ---- | --- | ----- | -------- |
| 2012 | Олімпійські ігри | 8    | 24   | 80   | ,   | 2     |          |
| 2016 | Олімпійські ігри | 8    | 32   | 103  | ,   | 3     |          |
| 2021 | Олімпійські ігри | 8    | 28   | 91   | ,   | 1     |          |
| 2024 | Олімпійські ігри | 6    | 14   | 15   | ,   | 2     |          |